# The Hanging Garden
"The Hanging Garden" é uma canção da banda britânica de rock The Cure. Foi o único single do álbum Pornography e foi editado em julho de 1982. O lançamento também é conhecido simplesmente como "A Single" no encarte. A canção alcançou a 34ª posição na parada de singles do Reino Unido.

## Vídeo musical
O vídeo musical mostra a banda tocando no York House Gardens, em Londres. Várias esculturas aparecem durante o vídeo e os três membros usam máscaras brancas "mortuárias" com sombras vermelhas nos olhos, o que é semelhante ao conceito soturno da capa do single e também do álbum Pornography. O vídeo foi dirigido por Chris Gabrin.

## Recepção
O escritor Adrian Thrills do NME não ficou impressionado com o single, escrevendo, "The Cure se afastou de forma decepcionante e indulgente da invenção pop idílica de seus dias de juventude". John Peel incluiu a música em 25º lugar em sua lista Festive Fifty de 1982. Em uma revisão retrospectiva para AllMusic, Stewart Mason escreveu que a música foi fortemente influenciada por Siouxsie and the Banshees. "A bateria urgente e estrondosa que sustenta "The Hanging Garden" é claramente uma espécie de homenagem a Budgie, que forneceu padrões de bateria muito semelhantes a anos de músicas de Siouxsie & the Banshees. Da mesma forma, o baixo de Simon Gallup empresta algo do pulsar insistente de Steven Severin, e a própria guitarra de Smith é usada principalmente para drones e ornamentação, assim como nos Banshees.

## Lista de faixas
1. "The Hanging Garden"
2. "Killing an Arab" (live)

Pacote duplo
Lado A
1. "The Hanging Garden"
2. "One Hundred Years"

Lado B – gravado em 27 de abril de 1982 no Carling Apollo Manchester
1. "A Forest" (live)
2. "Killing an Arab" (live)